# 白甲两极虫
白甲两极虫（学名：Myxidium onychostomatis）为两极科两极虫属的动物。在中国，分布于四川等，营寄生生活，寄生在白甲鱼的胆囊。